# Стрічкарка довга
Стрічкáрка довга (Catocala promissa) — нічний метелик родини еребід (Erebidae).

## Поширення
Вид поширений в Європі, Північній Африці, Малій Азії та Вірменії. Мешкає у змішаних листяних лісах з дубами. Трапляється на теплих сонячних узліссях, галявинах та чагарникових схилах.

## Опис
Передні крила завдовжки від 28 до 32 міліметрів, розмах крил 60-65 мм. Передні крила імітують кору дерева своїм світло-темно-коричневим забарвленням. Задні крила яскраво-червоні з широкою чорною смугою, що тягнеться по краю. У центральній частині задніх крил видно другу, ледь помітну і двічі вигнуту чорну лінію, яка закінчується до краю крила.

## Спосіб життя
Час льоту починається на початку липня і закінчується в кінці серпня. Гусениці можна зустріти з травня по червень. Яйця зимують, а гусениці вилуплюються з першою весняною зеленню. Гусениці живляться переважно молодим листям дуба (Quercus sp.). Однак іноді вони зустрічаються і на кінських каштанах у старих каштанових алеях.